# Tessa Sanderson
Theresa Ione Sanderson, coniugata White, detta Tessa (Parrocchia di Saint Elizabeth, 14 marzo 1956), è un'ex giavellottista britannica che ha partecipato a sei Olimpiadi consecutive dal 1976 al 1996, vincendo una medaglia d'oro ai Giochi olimpici di Los Angeles del 1984.

## Biografia
Ai Giochi della XXIII Olimpiade vinse l'oro nel lancio del giavellotto ottenendo un risultato migliore della finlandese Tiina Lillak (medaglia d'argento) e della britannica Fatima Whitbread.

## Palmarès
| Anno | Manifestazione          | Sede        | Evento                 | Risultato | Misura  | Note            |
| ---- | ----------------------- | ----------- | ---------------------- | --------- | ------- | --------------- |
| 1976 | Giochi olimpici         | Montréal    | Lancio del giavellotto | 10ª       | 57,00 m |                 |
| 1978 | Giochi del Commonwealth | Edmonton    | Lancio del giavellotto | Oro       | 61,34 m |                 |
| 1978 | Europei                 | Praga       | Lancio del giavellotto | Argento   | 62,40 m |                 |
| 1980 | Giochi olimpici         | Mosca       | Lancio del giavellotto | 19ª       | 48,76 m |                 |
| 1983 | Mondiali                | Helsinki    | Lancio del giavellotto | 4ª        | 64,76 m |                 |
| 1984 | Giochi olimpici         | Los Angeles | Lancio del giavellotto | Oro       | 69,56 m | Record olimpico |
| 1986 | Giochi del Commonwealth | Edimburgo   | Lancio del giavellotto | Oro       | 69,80 m |                 |
| 1987 | Mondiali                | Roma        | Lancio del giavellotto | 4ª        | 67,54 m |                 |
| 1988 | Giochi olimpici         | Seul        | Lancio del giavellotto | 21ª       | 56,70 m |                 |
| 1990 | Giochi del Commonwealth | Auckland    | Lancio del giavellotto | Oro       | 65,72 m |                 |
| 1990 | Europei                 | Spalato     | Lancio del giavellotto | 11ª       | 57,56 m |                 |
| 1992 | Giochi olimpici         | Barcellona  | Lancio del giavellotto | 4ª        | 63,58 m |                 |
| 1996 | Giochi olimpici         | Atlanta     | Lancio del giavellotto | 14ª       | 58,86 m |                 |